# Neder-Lausitzs voetbalkampioenschap 1923/24
In 1923/24 werd het zestiende Neder-Lausitzs voetbalkampioenschap gespeeld, dat georganiseerd werd door de Zuidoost-Duitse voetbalbond. 
FC Viktoria Forst werd kampioen en plaatste zich voor de Zuidoost-Duitse eindronde. De club werd tweede achter de Breslauer Sportfreunde.
De voetbalafdeling van turnclub MTV Guben werd zelfstandig als 1. FC Guben. 

## Bezirksliga

### Gau Forst
| Plaats | Club                      | Wed. | W | G | V | Saldo | Ptn. |
| ------ | ------------------------- | ---- | - | - | - | ----- | ---- |
| 1.     | FC Viktoria Forst         | 10   | 9 | 1 | 0 | 50:16 | 19:1 |
| 2.     | FC Deutschland 1901 Forst | 10   | 7 | 1 | 2 | 30:17 | 15:5 |
| 3.     | FC Askania Forst          | 10   | 4 | 1 | 5 | 22:22 | 9:11 |
| 4.     | SV Amicitia 1900 Forst    | 10   | 3 | 1 | 6 | 21:34 | 7:13 |
| 5.     | VfB 1901 Forst            | 10   | 2 | 2 | 6 | 16:35 | 6:14 |
| 6.     | 1. FC Guben               | 10   | 2 | 0 | 8 | 17:32 | 4:16 |

|  | Geplaatst voor finaleronde             |
|  | Deelname promotie/degradatie eindronde |

#### Promotie/degradatie eindronde
| Plaats | Club                | Wed. | W | G | V | Saldo | Ptn. |
| ------ | ------------------- | ---- | - | - | - | ----- | ---- |
| 1.     | TV 1861 Forst       | 2    | 2 | 0 | 0 | 8:2   | 4:0  |
| 2.     | SpVgg 1912/15 Guben | 3    | 1 | 2 | 0 | 5:3   | 4:2  |
| 3.     | SV Fortuna Forst    | 3    | 1 | 2 | 0 | 3:2   | 4:2  |
| 4.     | 1. FC Guben         | 6    | 0 | 2 | 4 | 5:14  | 2:10 |

|  | Promotie   |
|  | Degradatie |

### Gau Cottbus
| Plaats | Club                        | Wed. | W | G | V | Saldo | Ptn. |
| ------ | --------------------------- | ---- | - | - | - | ----- | ---- |
| 1.     | Cottbuser FV 1898           | 9    | 5 | 1 | 3 | 23:10 | 11:7 |
| 2.     | FV Brandenburg 1899 Cottbus | 7    | 4 | 1 | 2 | 24:9  | 9:5  |
| 3.     | SC Viktoria 1897 Cottbus    | 7    | 2 | 3 | 2 | 18:19 | 7:7  |
| 4.     | SC Union 05 Cottbus         | 7    | 3 | 1 | 3 | 15:22 | 7:7  |
| 5.     | SC Wacker 09 Ströbitz       | 9    | 3 | 1 | 5 | 18:31 | 7:11 |
| 6.     | TV 1861 Cottbus             | 5    | 2 | 1 | 2 | 10:13 | 5:5  |
| 7.     | Cottbuser SC 1896           | 6    | 1 | 2 | 3 | 11:15 | 4:8  |

|  | Geplaatst voor finaleronde |

### Gau Senftenberg
| Plaats | Club                         | Wed. | W | G | V | Saldo | Ptn. |
| ------ | ---------------------------- | ---- | - | - | - | ----- | ---- |
| 1.     | VfB Senftenberg 1910         | 7    | 6 | 0 | 1 | 15:7  | 12:2 |
| 2.     | SC Corona 1910 Neupetershain | 6    | 4 | 0 | 2 | 9:2   | 8:4  |
| 3.     | SV Hoyerswerda 1919          | 7    | 3 | 1 | 3 | 8:10  | 7:7  |
| 4.     | FC Viktoria 1911 Kostebrau   | 6    | 3 | 0 | 3 | 8:10  | 6:6  |
| 5.     | SC Hertha 1915 Hörlitz       | 6    | 2 | 1 | 3 | 10:15 | 5:7  |
| 6.     | VfB Klettwitz                | 6    | 0 | 0 | 6 | 9:15  | 0:12 |

|  | Play-off voor finaleronde |

#### Play-off
|  |                      |       |                              |  |
|  | VfB Senftenberg 1910 | 1 – 3 | SC Corona 1910 Neupetershain |  |
|  |                      |       |                              |  |

## Finaleronde
| Plaats | Club                         | Wed. | W | G | V | Saldo | Ptn |
| ------ | ---------------------------- | ---- | - | - | - | ----- | --- |
| 1.     | FC Viktoria Forst            | 2    | 2 | 0 | 0 | 14:2  | 4:0 |
| 2.     | Cottbuser FV 1898            | 2    | 1 | 0 | 1 | 6:7   | 2:2 |
| 3.     | SC Corona 1910 Neupetershain | 2    | 0 | 0 | 2 | 1:12  | 0:4 |

|  | Kampioen |